# Indywidualne Mistrzostwa Polski na Żużlu 1958
Indywidualne Mistrzostwa Polski na Żużlu 1958 – zawody żużlowe, mające na celu wyłonienie medalistów indywidualnych mistrzostw Polski w sezonie 1958. Rozegrano cztery turnieje ćwierćfinałowe, dwa półfinały oraz finał, w którym zwyciężył Stanisław Tkocz.

## Finał
- Rybnik, 31 sierpnia 1958
- Sędzia:

| Msc. | Zawodnik               | Klub           | Pkt |             |  |
| ---- | ---------------------- | -------------- | --- | ----------- |  |
| 1    | Stanisław Tkocz        | Rybnik         | 15  | (3,3,3,3,3) |  |
| 2    | Edward Kupczyński      | Wrocław        | 14  | (3,3,3,2,3) |  |
| 3    | Joachim Maj            | Rybnik         | 13  | (3,2,3,3,2) |  |
| 4    | Konstanty Pociejkowicz | Wrocław        | 12  | (2,1,3,3,3) |  |
| 5    | Mieczysław Połukard    | Bydgoszcz      | 10  | (3,2,2,1,2) |  |
| 6    | Marian Kaiser          | Warszawa       | 10  | (2,3,2,2,1) |  |
| 7    | Kazimierz Bentke       | Ostrów Wlkp.   | 9   | (1,3,2,3,0) |  |
| 8    | Jan Malinowski         | Rzeszów        | 7   | (2,0,1,2,2) |  |
| 9    | Bolesław Bonin         | Bydgoszcz      | 7   | (2,0,1,1,3) |  |
| 10   | Eugeniusz Wróżyński    | Łódź           | 5   | (1,1,2,0,1) |  |
| 11   | Stanisław Rurarz       | Świętochłowice | 5   | (1,2,w,2,0) |  |
| 12   | Rajmund Świtała        | Bydgoszcz      | 4   | (u,2,0,0,2) |  |
| 13   | Norbert Świtała        | Bydgoszcz      | 4   | (1,1,1,0,1) |  |
| 14   | Bronisław Rogal        | Warszawa       | 2   | (0,1,0,w,1) |  |
| 15   | Jan Kusiak             | Leszno         | 2   | (0,0,1,1,0) |  |
| 16   | Zdzisław Jałowiecki    | Częstochowa    | 1   | (0,0,w,1,0) |  |
|      | rez. Paweł Waloszek    | Świętochłowice |     | (ns)        |  |
|      | rez. Janusz Kościelak  | Rzeszów        |     | (qns)       |  |
|      | rez. Zdzisław Waliński | Leszno         |     | (qns)       |  |